# Base São Clemente de Ohrid

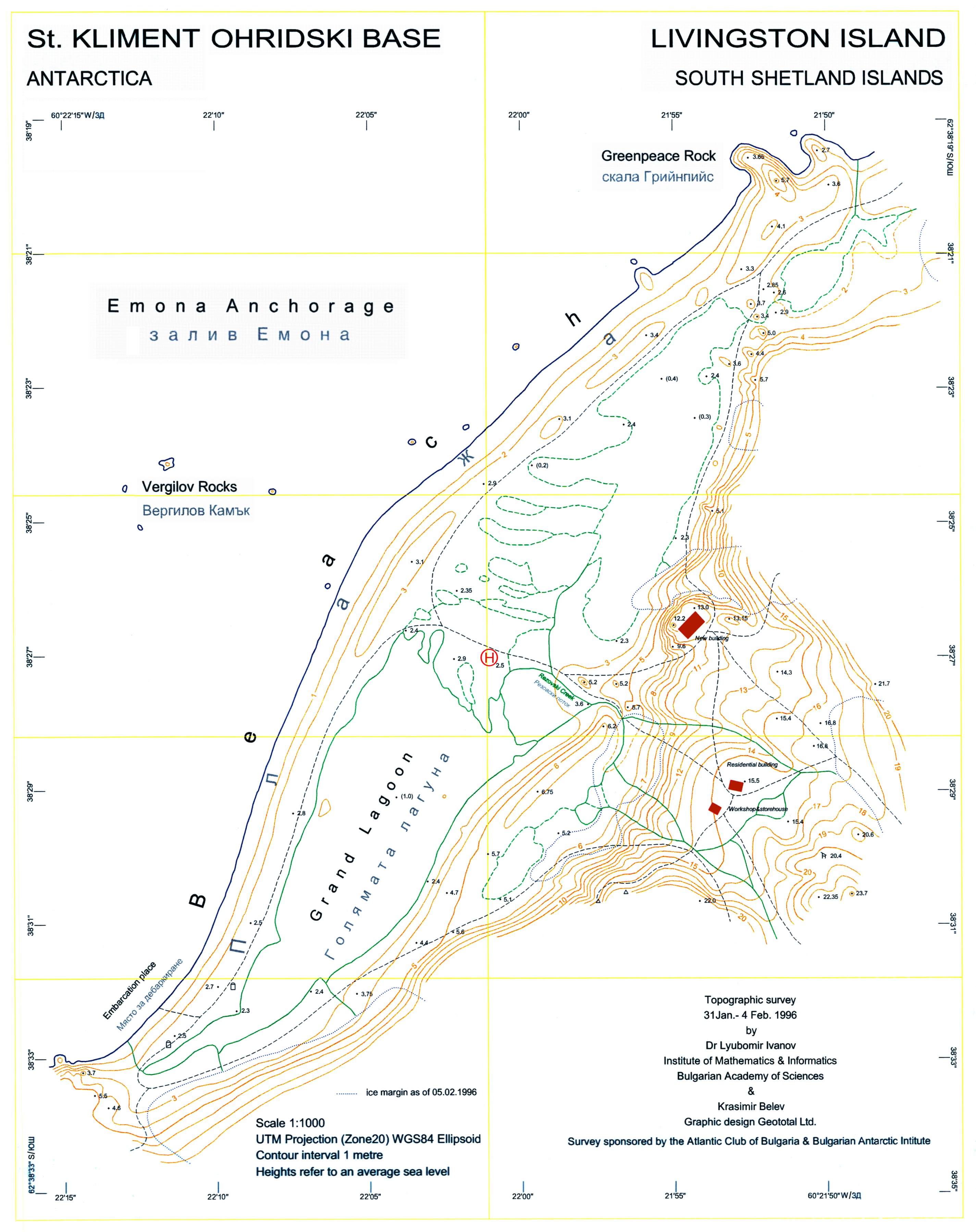
Mapa topográfico do sector da base, 1996.

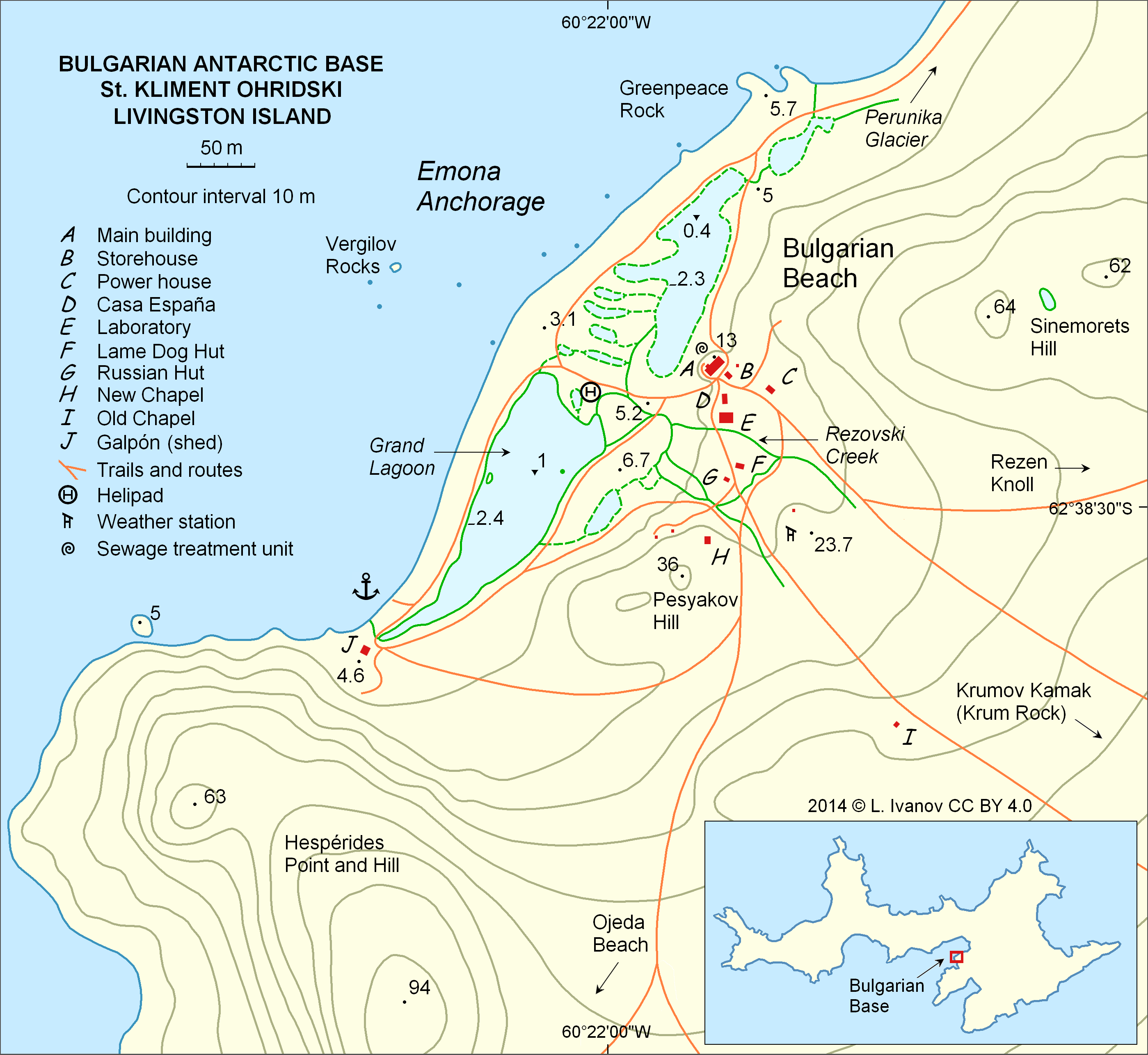
Mapa topográfico do sector da base, 2014.

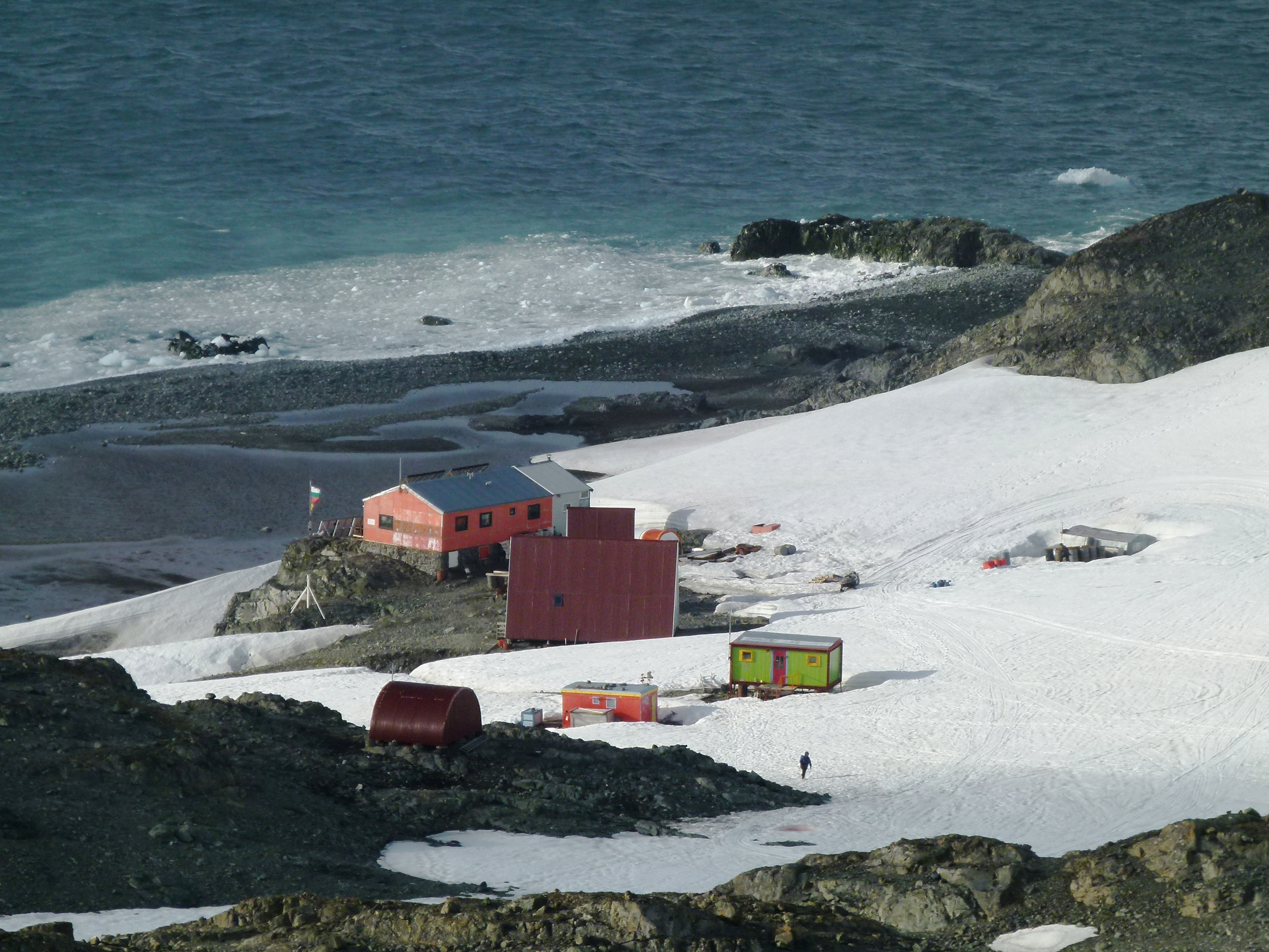
The base in 2012.

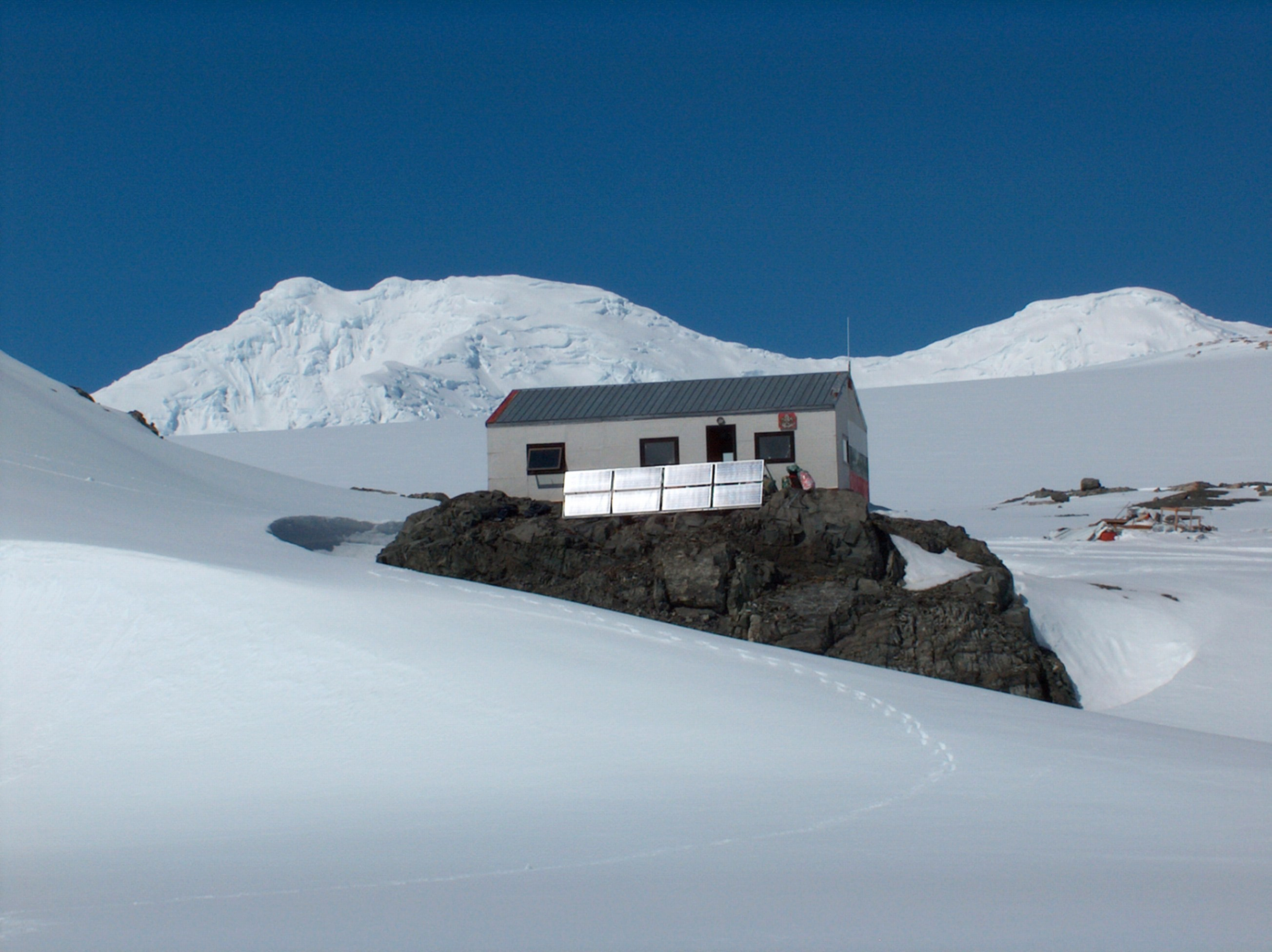
A casa principal de São Clemente de Ohrid.

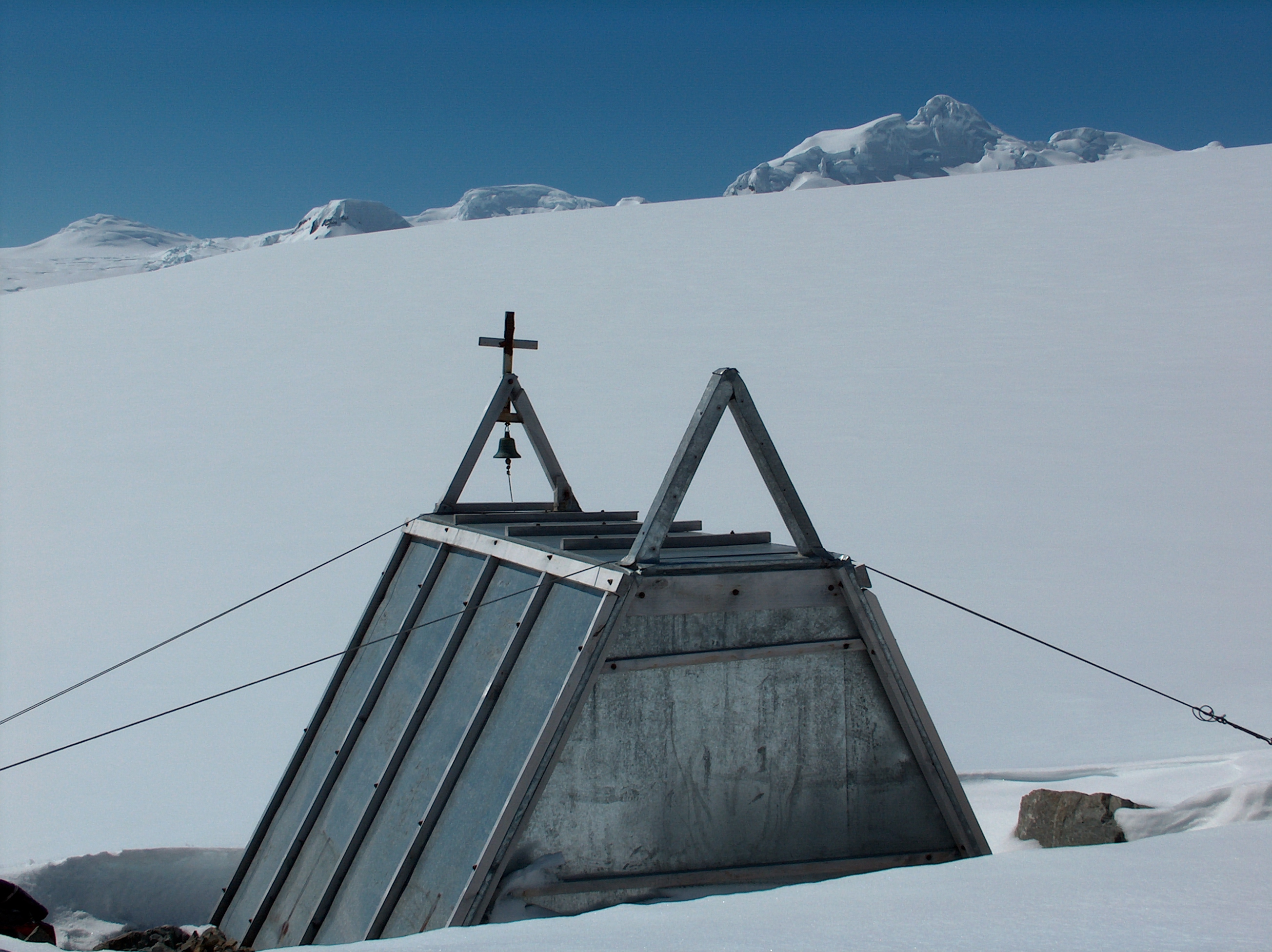
A capela de São João de Rila.

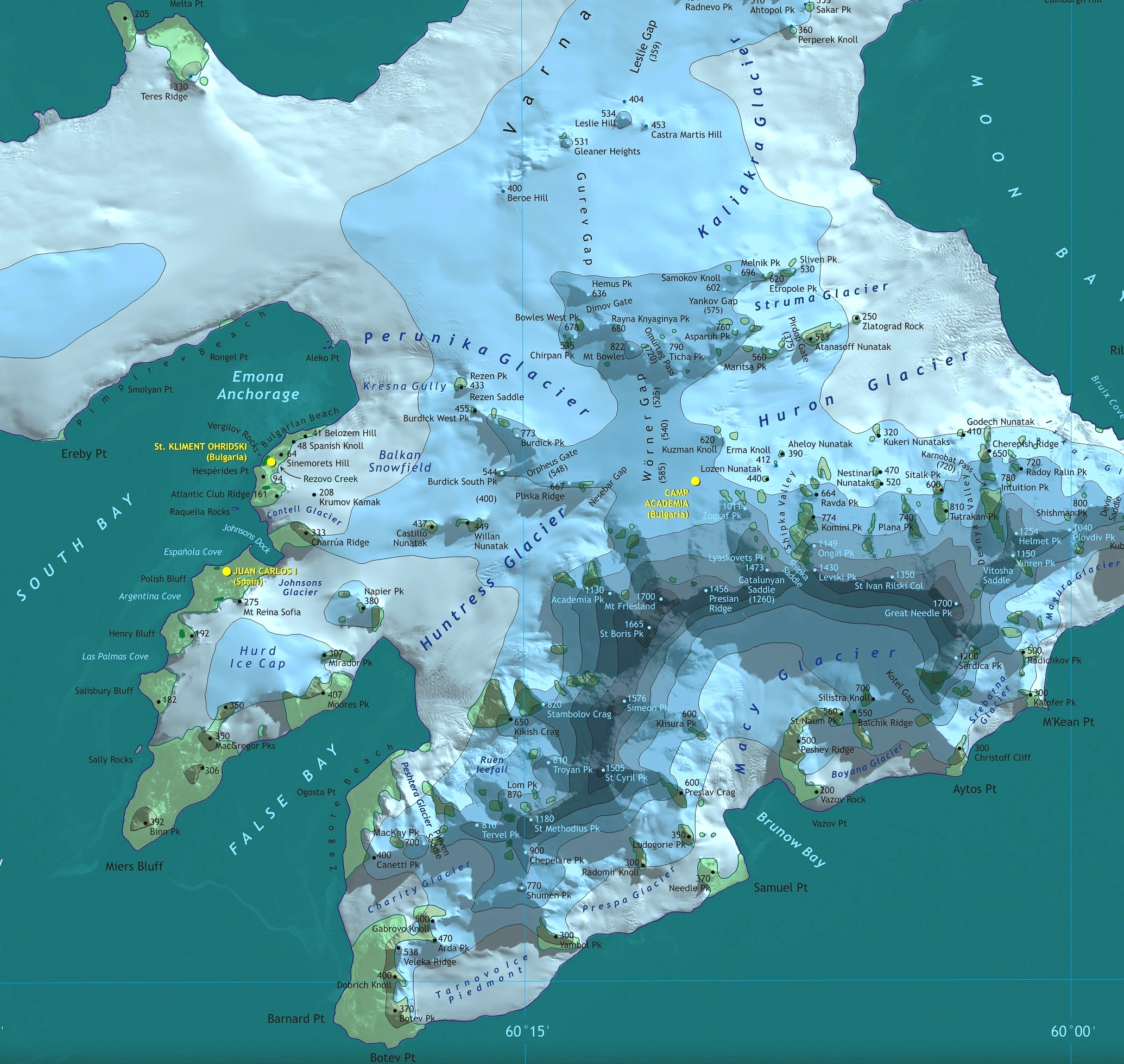
A região central da Ilha Livingston com as bases São Clemente de Ohrid, Juan Carlos I, e Campo Academia.

A base São Clemente de Ohrid (em Búlgaro Свети Климент Охридски, Svetí Klíment Óhridski) (62°38'29"S, 60°21' 53"O) é uma base búlgara na Ilha Livingston, Ilhas Shetland do Sul, na Antárctica. O nome da base refere-se a São Clemente de Ohrid (840-916), um cientista proeminente e primeiro bispo búlgaro, que trabalhava para o tsar Bóris I da Bulgária.
A base situa-se a 130 m desde a Ancoragem de Emona na Baía Sul, que é utilizada para a transferência de pessoas e carga pelos embarcações zodiac. No verão a base é cruzada pela corrente de Rezovo, que fornece a provisão da água.
As duas primeiras construções da base foram realizadas em Abril de 1988 pela primeira expedição antárctica búlgara. Após um atraso, os trabalhos foram reabertos em 1993. Uma construção nova foi acrescentada em 1996-98.  A primeira capela da Igreja Ortodoxa na Antárctica, dedicada a São João de Rila, foi construída em 2003. Um escritório dos Correios Búlgaros opera em São Clemente de Ohrid desde 1995.
A base é visitada regularmente por representantes das instituições nacionais responsáveis pelas actividades búlgaras na Antárctica, incluindo o Presidente Georgi Parvanov da Bulgária em Janeiro de 2005.
A localização da base é muito cómoda, com boas vias até à plataforma Balkan, às dorsais de Burdick, de Pliska e de Bowles, à Montanha de Tangra, e outras regiões no interior da Ilha Livingston. A localidade central do Campo Academia situa-se a 11 km a leste de São Clemente de Ohrid. A base antárctica espanhola Juan Carlos I situa-se a 2,7 km no sul-sudoeste, e conectado ou por embarcações zodiacs ou por uma rota terrestre de 5,5 km.
O São Clemente de Ohrid é utilizado por cientistas da Bulgária e muitas outras nações para a investigação em geologia, biologia, glaciologia, topografia e informação geográfica. A base é visitada também por embarcações turísticas que vêm do Ponto Hannah, uma dos lugares turísticos mais populares na Antárctica, que se situa apenas 12 km no oeste.

## Mapas
- (em búlgaro) L.L. Ivanov, Base São Clemente de Ohrid, Ilha Livingston, mapa topográfico à escala 1:1000, Projecto da Comissão Búlgara para os Topônimos Antárticos, apoiado pelo Clube Atlântico da Bulgária e o Instituto Antárctico Búlgaro, Sófia, 1996 (O primeiro mapa topográfico antárctica búlgaro)
- (em inglês) L.L. Ivanov et al, Antártica: Ilha Livingston e Ilha Greenwich, Ilhas Shetland do Sul (De Estreito Inglês a Estreito Morton, com ilustrações e distribuição da geleira)  Mapa topográfico de escala 1:100000, Comissão Búlgara para os Topônimos Antárticos, Sofia, 2005
- (em inglês) L.L. Ivanov. Antarctica: Livingston Island and Greenwich, Robert, Snow and Smith Islands. Scale 1:120000 topographic map.  Troyan: Manfred Wörner Foundation, 2009.  ISBN 978-954-92032-6-4
- (em inglês) L.L. Ivanov. Antarctica: Livingston Island and Smith Island. Scale 1:100000 topographic map. Manfred Wörner Foundation, 2017. ISBN 978-619-90008-3-0
- (em búlgaro) Antarctica, South Shetland Islands, Livingston Island: Bulgarian Antarctic Base. Sheets 1 and 2. Scale 1:2000 topographic map. Geodesy, Cartography and Cadastre Agency, 2016.